# 大沙瓦拉爾山
46°10′44″N 7°06′47.6″E / 46.17889°N 7.113222°E

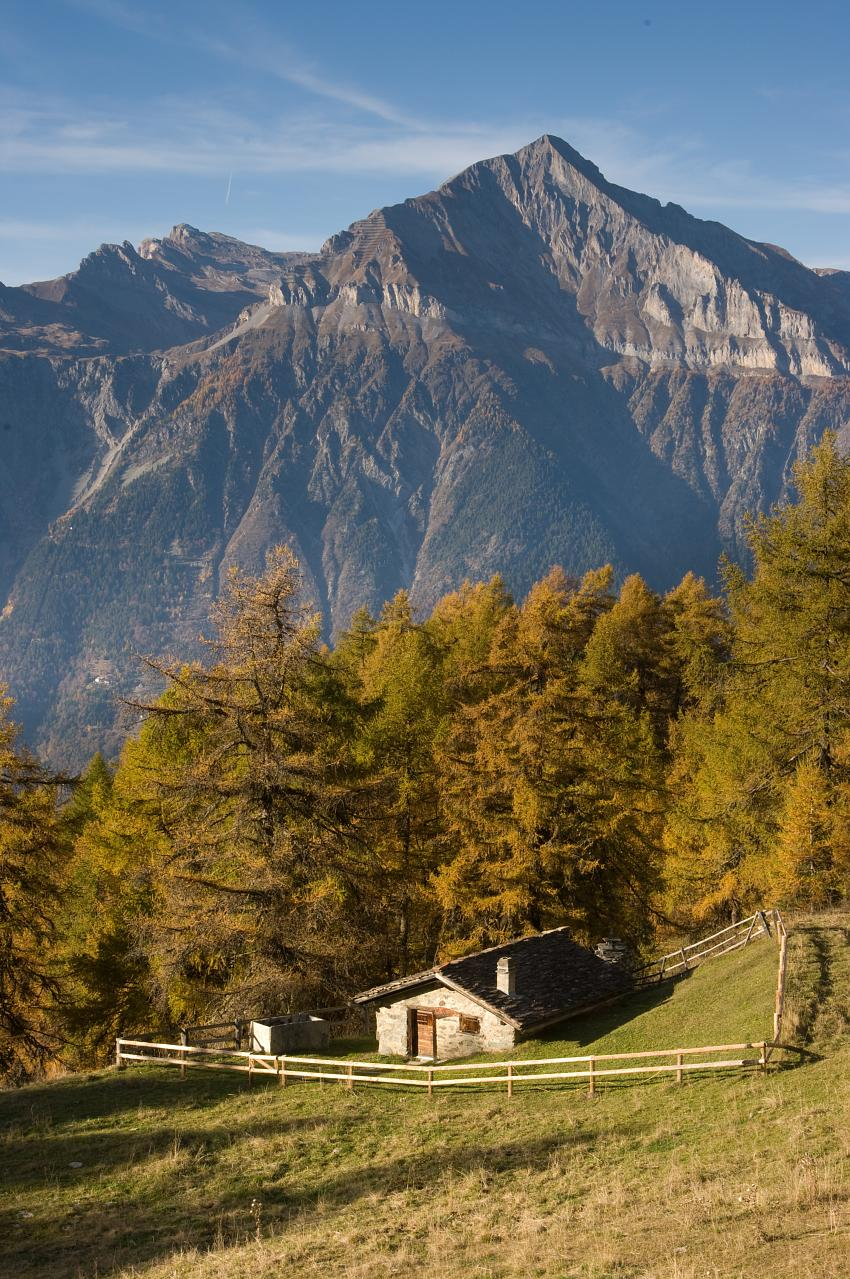

大沙瓦拉爾山（Grand Chavalard），是瑞士的山峰，位於該國西南部，由瓦萊州負責管轄，屬於伯爾尼山的一部分，海拔高度2,901米，每年平均降雨量1,395毫米。